# Rio Água Verde
Rio Água Verde är ett periodiskt vattendrag i Brasilien.   Det ligger i delstaten Ceará, i den östra delen av landet, 1 600 km nordost om huvudstaden Brasília.
Omgivningarna runt Rio Água Verde är en mosaik av jordbruksmark och naturlig växtlighet. Runt Rio Água Verde är det ganska tätbefolkat, med 70 invånare per kvadratkilometer.